# Rebel Heart (The Corrs)
Rebel Heart is een nummer van de Ierse folk-, pop- en rockband The Corrs, afkomstig van hun derde album In Blue. Het is een instrumentaal stuk met een Keltische tint. Zo zijn onder andere de viool, de bodhrán en de tin whistle te horen.
Het nummer werd door Sharon Corr gecomponeerd en was eigenlijk een alleen bedoeld voor de vierdelige BBC Ireland-serie Rebel Heart, maar The Corrs besloten toch het ook op hun eigen album te zetten. In januari 2001 was het genomineerd voor een Grammy Award.